# فاني بوركي
فاني بوركي (بالإنجليزية: Fannie Bourke)‏ هي ناشطة حق المرأة بالتصويت ‏ وممثلة أمريكية، ولدت في 12 يوليو 1886 في بروكلين في الولايات المتحدة، وتوفيت في 9 مارس 1959 في نوروولك في الولايات المتحدة.

## وصلات خارجية
- فاني بوركي على موقع IMDb (الإنجليزية)
- فاني بوركي على موقع قاعدة بيانات برودواي على الإنترنت (الإنجليزية)
- فاني بوركي على موقع قاعدة بيانات الفيلم (الإنجليزية)